# Saltarello

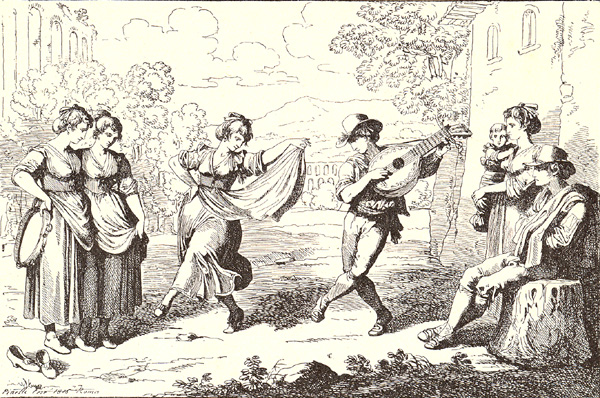
Saltarello (Bartolomeo Pinelli rajza)

A saltarello egy, a galliarde-ból kifejlődött gyors, élénk tánc a 13. századi Nápolyból.
Az ütemmutatója általában hárommal osztható, és nevét a finom kis saltare (ugrani) mozdulatokról kapta. Maga a tánc elsősorban a középkorban, ill. a reneszánszban volt kedvelt, de a barokk szvitek kialakulásakor része lett annak, ill. a római karneválok egyik fontos alkotóelemévé vált.
Felix Mendelssohn Bartholdy a karnevál 1831-es újjáélesztésének tiszteletére illesztette be az Olasz szimfóniájába ezt a táncot, az utolsó tétel részeként.